# Вледешть (Галац)
Вледешть, Вледешті (рум. Vlădești) — село у повіті Галац в Румунії. Входить до складу комуни Вледешть.
Село розташоване на відстані 220 км на північний схід від Бухареста, 46 км на північ від Галаца.

## Населення
За даними перепису населення 2002 року у селі проживали 1286 осіб, з них 1285 осіб (99,9%) румунів. Усі жителі села рідною мовою назвали румунську.